# Oligosoma otagense
Oligosoma otagense — вид сцинкоподібних ящірок родини сцинкових (Scincidae). Ендемік Нової Зеландії.

## Поширення і екологія
Ophiomorus otagense мешкають в Центральному Отаго на півдні Південного острова. Вони живуть серед скель і в каньйонах річок. Ведуть денний спосіб життя. Гріються на сонці. Всеїдні, живляться комахами і ягодами.

## Збереження
МСОП класифікує цей вид як такий, що перебуває під загрозою зникнення. Oligosoma otagense загрожує знищення природного середовища і хижацтво з боку інтродукованих тварин.